# Pseudosphex pellax
Pseudosphex pellax är en fjärilsart som beskrevs av Max Wilhelm Karl Draudt 1915. Pseudosphex pellax ingår i släktet Pseudosphex och familjen björnspinnare. Inga underarter finns listade.